# Radiosorgente

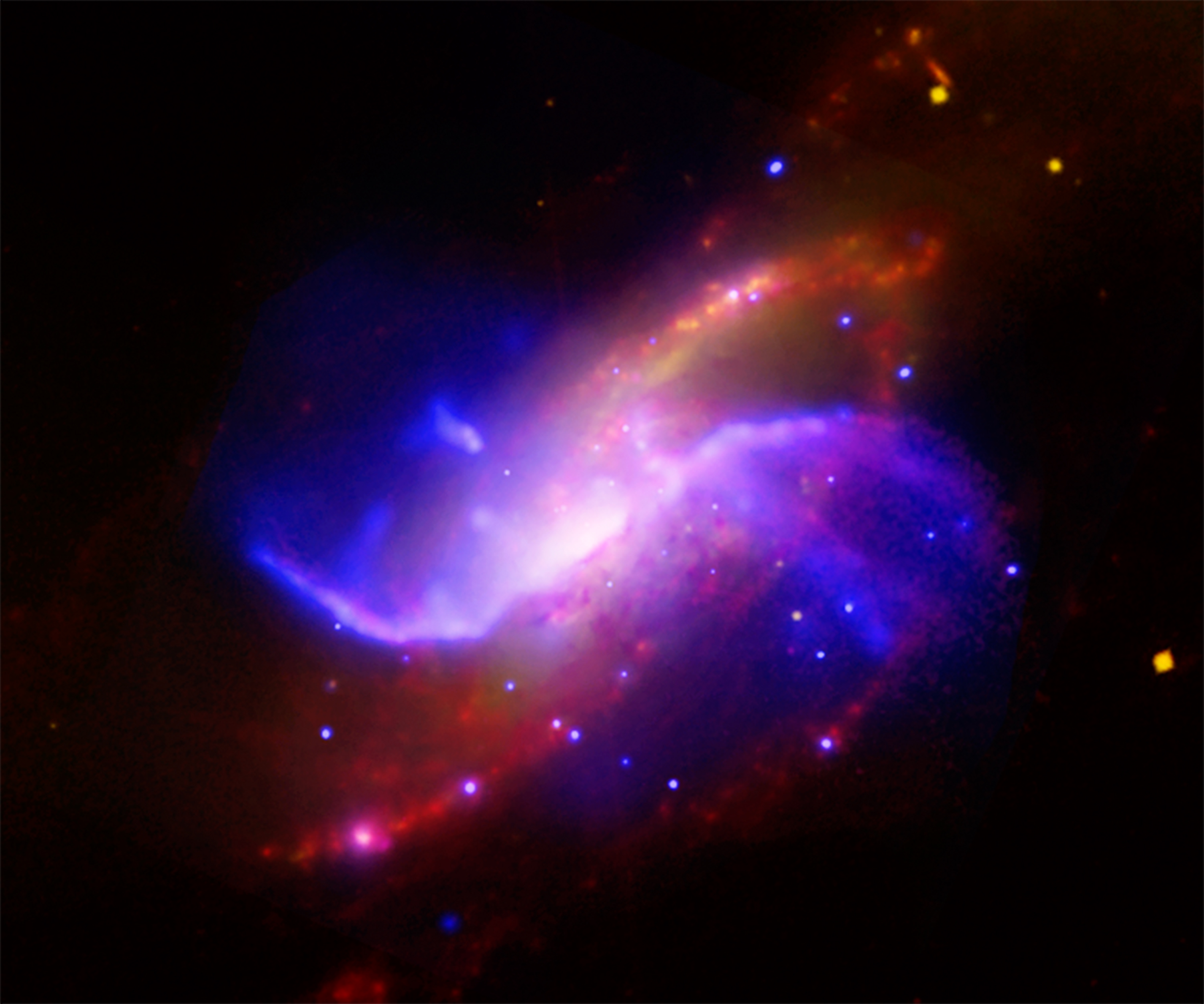
NGC 4258 immagine composta da raggi X-blu; ottico-oro; IR-rosso; radio-viola

Una radiosorgente è una sorgente di onde radio.
In astronomia il termine indica un corpo celeste le cui emissioni di radioonde possono essere captate dai radiotelescopi (questi ultimi riescono non solo a captare le radioonde, ma anche a stabilirne la direzione di provenienza ed a misurarne la densità di flusso).

## Descrizione
I meccanismi di radiazione e le caratteristiche fisiche di un oggetto possono essere diversi, ma tutti sono riconducibili a due peculiari tipologie: radiazione termica e non.
La maggioranza delle radiosorgenti osservate hanno al loro interno situazioni che le differenzia: quelle termiche emettono a temperatura costante ed uniforme caratterizzate da un andamento crescente della densità del flusso con la frequenza; quelle non termiche dovute ai moti orbitali degli elettroni ad alta energia che sono intrappolati nel campo magnetico che la radiosorgente produce; la velocità delle particelle è relativistica (vicino alla velocità della luce), e quindi la radiazione viene emessa nella direzione del moto.
Come una radiosorgente si evolve, dipende dalla proprietà del gas interstellare/intergalattico dentro il quale essa si sviluppa, quindi c'è la possibilità di utilizzare queste radiosorgenti per studiare direttamente il mezzo esterno. La mancanza di omogeneità nella distribuzione del gas porta ad effetti di simmetria dei lobi radio, particolarmente nelle dimensioni che raggiungono durante il tempo della loro esistenza; lo studio della radiazione di sincrotrone permette di sviluppare ulteriormente le conoscenze del campo magnetico presente nel mezzo esterno alle radiosorgenti.

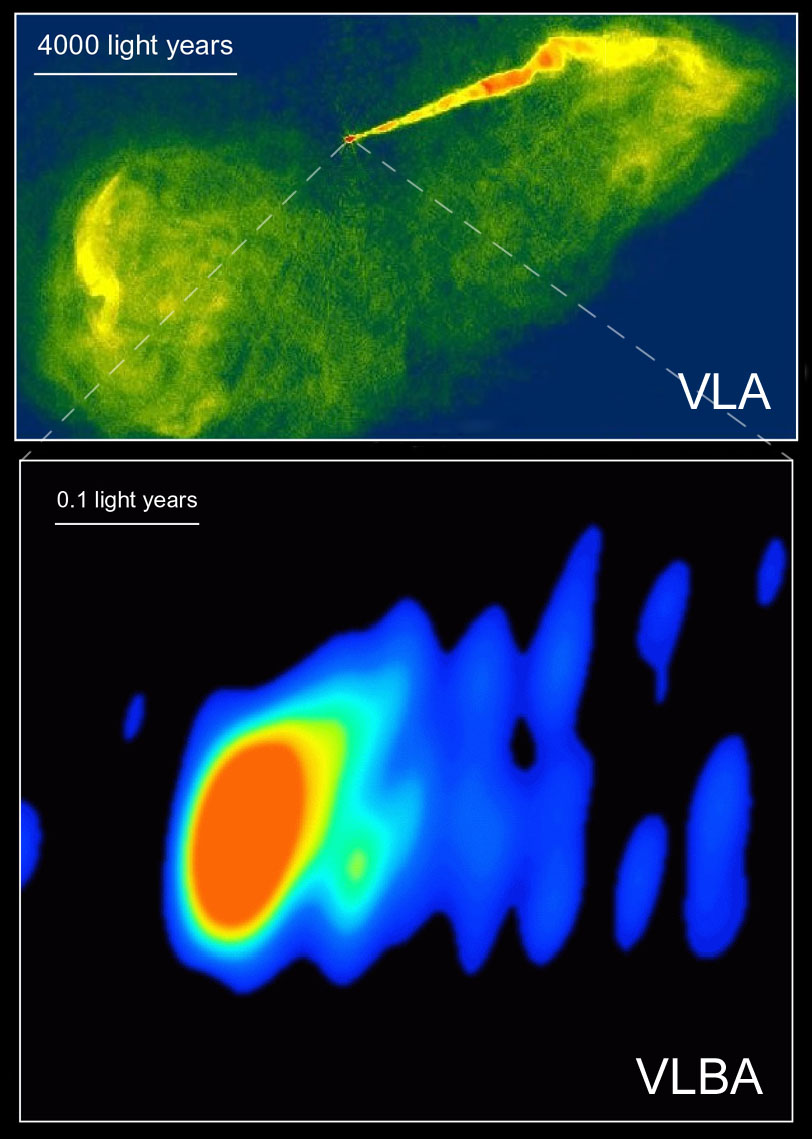
Radioimmagine di Messier 87, una galassia ellittica gigante nel gruppo della Vergine

La radioastronomia analizza i corpi e la radiazione elettromagnetica che il corpo stesso emette nell'intervallo spettrale delle radioonde.
A grandi linee un radiotelescopio è costituito da un sistema di antenne collegate ad apparati elettronici adatti a ricevere i segnali, a registrarli, a interpretarli ed analizzare l'intensità delle radiazioni cosmiche catturate nelle diverse zone dello spazio e catalogarle rispetto alle diverse lunghezze d'onda ed al loro grado di polarizzazione.
Le radiomappe del cielo rappresentano la distribuzione nello spazio della radiazione cosmica e riportano l'andamento della brillanza secondo linee alla stessa temperatura (isoterme) o linee che uniscono punti di uguale illuminamento (isofote).

## Radiosorgenti
- La prima radiosorgente ad essere stata studiata fu nel 1932 dal giovane ingegnere Karl Jansky; le radiazioni provenivano da una fonte sconosciuta situata al centro della nostra galassia.[4] La prima radioindagine del cielo fu fatta da Grote Reber e fu completata nel 1941.[5] Molte stelle della nostra galassia si sono rivelate emettitori radio, fra le più forti è la binaria 349 MVC.
- Il Sole, la nostra stella, è la radiosorgente più brillante del cielo nella maggior parte delle frequenze, compreso lo spettro radio al di sotto di 1 m.
- Il centro della Via Lattea contiene fonti radio rilevanti come Sagittarius A* e il suo buco nero supermassiccio.[6]
- I resti delle supernove mostrano spesso emissioni radio diffuse, come Cassiopeia A[7] e la nebulosa del Granchio.
- Supernove nate da stelle di neutroni ad alta densità (pulsar) emettono getti di particelle con radiazione di sincrotrone.
- Brevi onde radio vengono emesse da molecole complesse in dense nubi di gas dove nascono le stelle. Galassie a spirale contengono nubi di idrogeno e monossido di carbonio che emettono onde radio. La frequenza di queste due molecole è stata utilizzata per la mappatura di gran parte della Via Lattea.
- Molte galassie sono forti emettitori di onde radio, fra le più importanti Centauro A[8] e Messier 87. Nuclei galattici attivi hanno getti di particelle cariche che emettono in radiazione di sincrotrone, come 3C 273 (il quasar otticamente più luminoso del cielo). La fusione di gruppi di galassie emette onde radio diffuse.
- Ciò che rimane dal Big Bang (avvenuto circa 13,7 miliardi di anni fa) è una radiazione cosmica di fondo,[9] diffusasi all'inizio della vita del nostro universo ed in rapida espansione.